# Roman Gula
Roman Gula (ur. 1966) – polski biolog, profesor nauk biologicznych, zajmujący się badaniem ekologii i behawioru zwierząt. Specjalizuje się w badaniach ssaków drapieżnych (głównie wilków) oraz tropikalnych gatunków ptaków. Kierownik Pracowni Ekologii Behawioralnej w Muzeum i Instytucie Zoologii PAN w Warszawie. Od 2011 roku prowadzi projekt monitoringu wilków Fundacji SAVE - Wildlife Conservation Fund.

## Życiorys
Studiował na Uniwersytecie Jagiellońskim, gdzie w 1991 roku obronił pracę magisterską dotyczącą liczebności i struktury wiekowej populacji niedźwiedzi brunatnych w Bieszczadach. W 1998 roku na tej samej uczelni uzyskał stopień doktora nauk biologicznych, przedstawiając rozprawę poświęconą strategiom zimowych polowań wilków na jelenie w Bieszczadach. W 2009 roku obronił pracę habilitacyjną na temat ochrony populacji wilków w Polsce, a w 2024 roku otrzymał tytuł profesora.
W 1993 roku odbył stypendium na Uniwersytecie w Maine (USA). W tym samym roku przeszedł specjalistyczne szkolenie z zakresu odłowu i telemetrycznego monitorowania wilków, uczestnicząc w projekcie badawczym realizowanym przez US Geological Survey w stanie Minnesota, pod kierunkiem doktora Davida Mecha – jednego z najwybitniejszych światowych autorytetów w dziedzinie ekologii wilków.
W 1994 roku otrzymał stypendium International Bear Association (IBA) oraz John Bavin's Memorial Foundation. W jego ramach zdobywał praktyczne doświadczenie w odłowach i badaniu ekologii niedźwiedzi czarnych, uczestnicząc w projekcie realizowanych przez Department of Inland Fisheries and Wildlife, pod kierunkiem dr Craiga McLaughlina.
Prowadził badania nad niedźwiedziami brunatnymi w Bieszczadach w latach 1987–1991 oraz nad wilkami: w Bieszczadach (1992–1995 i 2000–2007), w Puszczy Białowieskiej (1998–2000) i Borach Dolnośląskich (2011–2015). Od 2011 roku zajmuje się badaniami nad ekologią wilków w regionie świętokrzyskim (Puszcza Świętokrzyska).
Od 2007 roku, wspólnie z Jornem Theuerkaufem, prowadzi badania nad kagu – nielotnym ptakiem endemicznie występującym w Nowej Kaledonii. Angażuje się także w badania nad innymi endemicznymi gatunkami ptaków tej wyspy (m.in. papugami, gołębiami Notou i miodowcami czerwonolicymi) oraz nad systemami pasożytnictwa lęgowego.
Zaangażowany jest również w działania na rzecz ochrony dużych drapieżników. W latach 1997–1998 był członkiem IUCN Bear Specialist Group i współautorem globalnego planu ochrony niedźwiedzi opracowanego przez IUCN. W latach 2000–2004 należał do Large Carnivore Initiative for Europe. W 2011 roku, na zlecenie SGGW i GDOŚ, współtworzył „Strategię ochrony populacji wilka w Polsce”. 
Obecnie pracuje na stanowisku profesora w Muzeum i Instytucie Zoologii PAN, gdzie kieruje Pracownią Ekologii Behawioralnej. Prowadzi również projekt monitoringu i ochrony wilków w regionie świętokrzyskim fundacji SAVE - Wildlife Conservation Fund. Jest członkiem Rady Naukowej Muzeum i Instytutu Zoologii PAN oraz Rady Naukowej Świętokrzyskiego Parku Narodowego.
Od 2015 roku jest profesorem wizytującym na Technische Universität München, gdzie prowadzi wykłady z zakresu ochrony obszarowej.
Prywatnie pasjonuje się sportową jazdą na rowerze, narciarstwem oraz muzyką jazzową.